# Novela picaresca

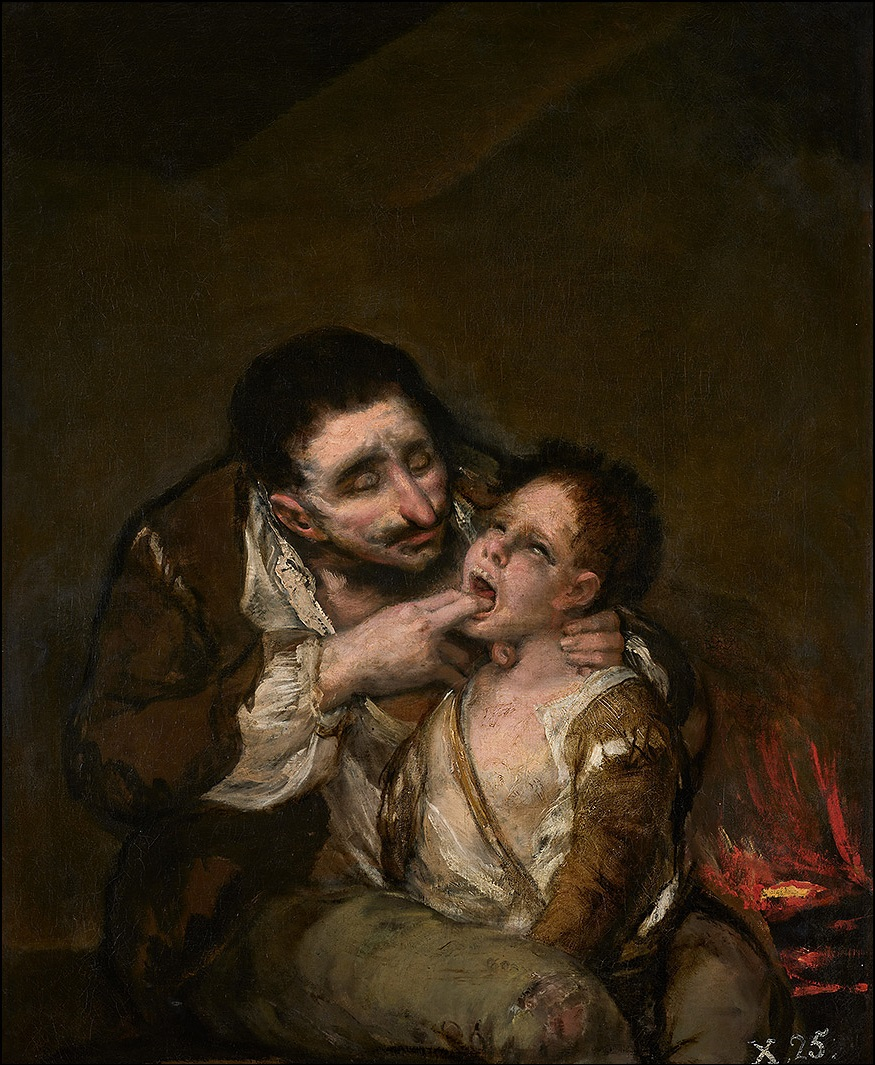
El Lazarillo de Tormes visto por el pintor español Francisco de Goya (1746-1828).

La novela picaresca es un subgénero literario narrativo en prosa muy característico de la literatura española, aunque trascendió hasta todas las literaturas de Europa e incluso América. Surgió en los años de transición entre el Renacimiento y el Barroco, durante el llamado Siglo de Oro de las letras españolas.

## Introducción
La novela picaresca nació como sátira crítica, por un lado, de las instituciones degradadas de la España imperial y, por otro, de las narraciones idealizadoras del Renacimiento: epopeyas, libros de caballerías, novela sentimental y novela pastoril. El fuerte contraste de valores entre los distintos estamentos sociales de la España de la época generó, como respuesta irónica, las llamadas «antinovelas», obras de estética realista y carácter antiheroico, que mostraban lo sórdido del glorioso momento histórico: las pretensiones de los hidalgos empobrecidos; las penurias de los miserables desheredados; los falsos religiosos; los conversos marginados. Todos estos personajes se contraponían al ideal de los caballeros, altos prelados y burgueses enriquecidos, quienes vivían en una realidad muy distinta, bajo la exaltación y el idealismo del Imperio. En tal sentido, algunos críticos han apuntado que este género es «un producto pseudoascético, hijo de las circunstancias peculiares del espíritu español, que hace de las confesiones autobiográficas de pecadores escarmentados un instrumento de corrección».
En España el género extraía la sustancia moral, social y religiosa del contraste cotidiano entre dos estamentos: el de los nobles y el de los siervos. Durante el siglo XVI comienza a vulgarizarse y degradarse la hidalguía y diversos personajes, como don Quijote o el hidalgo pobre que se hace servir por Lazarillo de Tormes, son ilustraciones de este fenómeno en la literatura española, encontrando también su correlato reflejado por el género teatral del entremés. El humilde guitón, bigardo o pícaro de cocina como tal es un anticaballero errante en una «epopeya del hambre» a través de un mundo miserable, donde solo se sobrevive gracias a la estafa y el engaño y donde toda expectativa de ascenso social es una ilusión; los vagabundeos de un Pablos o de un Guzmán constituyen el contrapunto irónico a los de los valientes caballeros. Con el género nace también una tipología de personajes que tendrá gran trascendencia en la literatura universal: el antihéroe, cuyas hazañas se limitan a sobrevivir y poder comer todos los días. La vida de Lazarillo de Tormes (1554) es el comienzo de una crítica de los valores dominantes de la honra, de la hipocresía y del clericalismo, arraigados en las apariencias, que hallará su culminación y configuración canónica con la Primera parte de Guzmán de Alfarache (1599) de Mateo Alemán, un hombre de negocios y funcionario judicial que estuvo dos veces en la cárcel, de orígenes judeoconversos.

## Características

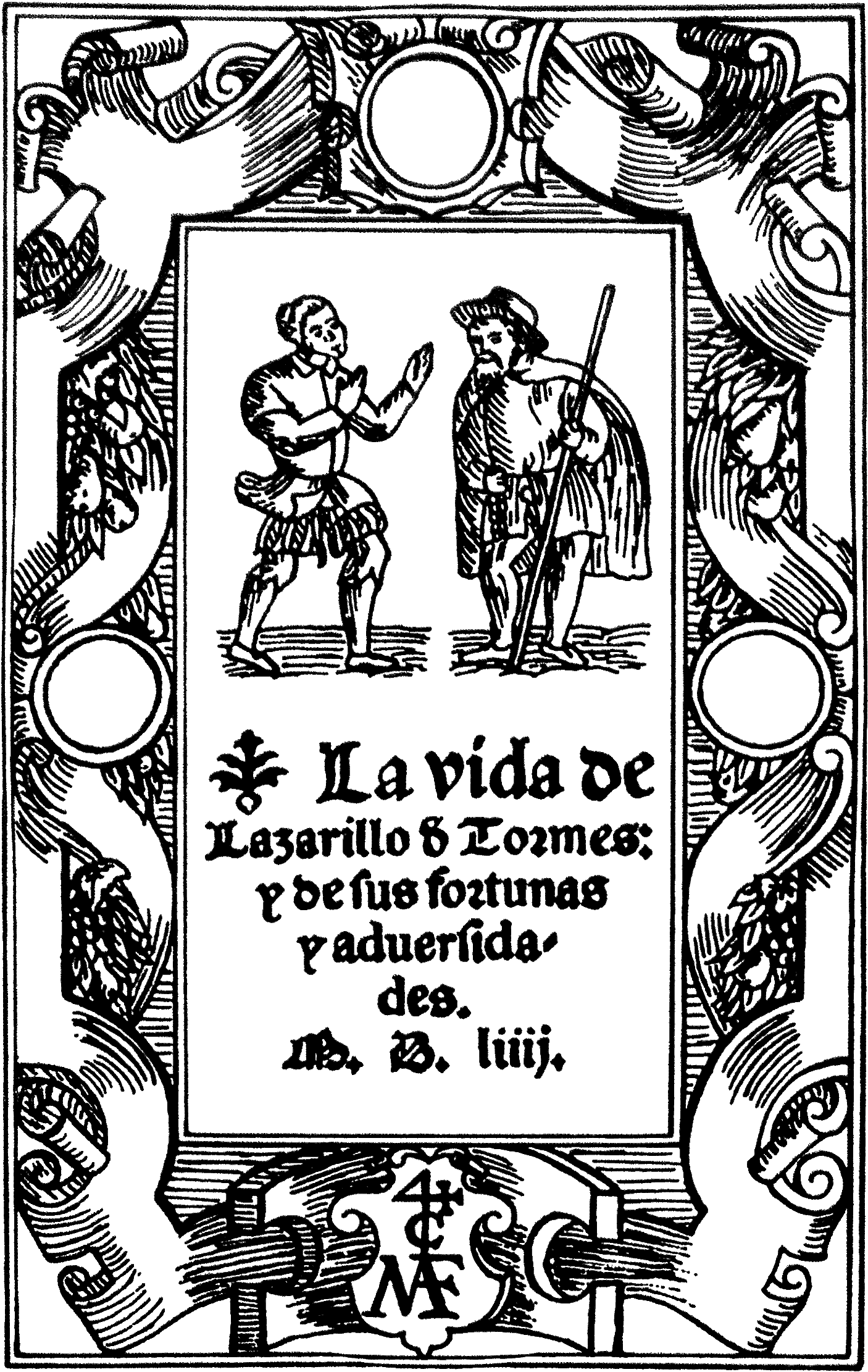
Cubierta de una de las ediciones de 1554 del Lazarillo de Tormes.

Las características de este género literario son las siguientes:
- El protagonista es un pícaro, de muy bajo rango social o estamento y descendiente de padres sin honor, abiertamente marginales o delincuentes. Perfilándose como un antihéroe, resulta un antípoda al verdadero ideal caballeresco que ya no existe en la sociedad contemporánea. Su aspiración es mejorar su condición social, pero para ello recurre a su astucia y a procedimientos ilegítimos como el engaño y la estafa. Vive al margen de los códigos de honra propios de las clases altas de la sociedad de su época y su libertad es su gran bien, pero también posee una frecuente mala conciencia que, por ejemplo en Guzmán de Alfarache, se extiende a lo largo de páginas y más páginas de consideraciones éticas, morales y religiosas.

- Estructura de falsa autobiografía. La novela de humor está narrada en primera persona como si el protagonista, un pecador arrepentido y antihéroe, fuera el autor y narrara sus propias aventuras con la intención de moralizar, empezando por su genealogía, antagónica a lo que se supone es la estirpe de un caballero. El pícaro aparece en la novela desde una doble perspectiva: como autor y como actor. Como autor se sitúa en un tiempo presente que mira hacia su pasado y narra una acción cuyo desenlace conoce de antemano.

- Determinismo. Aunque el pícaro intenta mejorar de condición social, fracasa siempre y nunca dejará de ser un pícaro. Por eso, la estructura de la novela picaresca es normalmente abierta. Las aventuras que se narran podrían continuarse indefinidamente para sugerir que no hay evolución posible que cambie dicha historia. Este paradigma, al que apela Lázaro para justificar sus propios errores y ganarse la simpatía del lector en La vida de Lazarillo de Tormes, fue contestada por Mateo Alemán, Francisco de Quevedo, Miguel de Cervantes y otros autores de narraciones picarescas en años posteriores, puesto que contravenía la doctrina católica del libre albedrío tan importante en la Contrarreforma.[2]

- Ideología moralizante y pesimista. Cada novela picaresca está narrada desde una perspectiva final de desengaño; vendría a ser un gran «ejemplo» de conducta aberrante que, sistemáticamente, resulta castigada. La picaresca está muy influida por la retórica sacra de la época, basada en muchos casos, en la predicación de «ejemplos», en los que se narra la conducta descarriada de un individuo que, finalmente, es castigado o se arrepiente.

- Intención satírica y estructura itinerante. La sociedad es criticada en todas sus capas, a través de las cuales deambula el protagonista en una estructura itinerante en la que se pone al servicio cada vez de un elemento representativo de cada una. De ese modo el pícaro asiste como espectador privilegiado a la hipocresía que representa cada uno de sus poderosos dueños, a los que critican desde su condición de desheredados porque no dan ejemplo de lo que deben ser.

- Realismo, incluso naturalismo al describir algunos de los aspectos más desagradables de la realidad, que nunca se presentará como idealizada sino como burla o desengaño.
- El protagonista es un pícaro sin oficio, este vive de pequeños hurtos y no tiene conciencia moral.[3]
- El protagonista sirve a varios amos, lo cual concede al protagonista vistas de lacras sociales, principal objetivo de las novelas picarescas.[3]
- El protagonista no tiene orígenes nobles.[3]

## Trayectoria del género en España

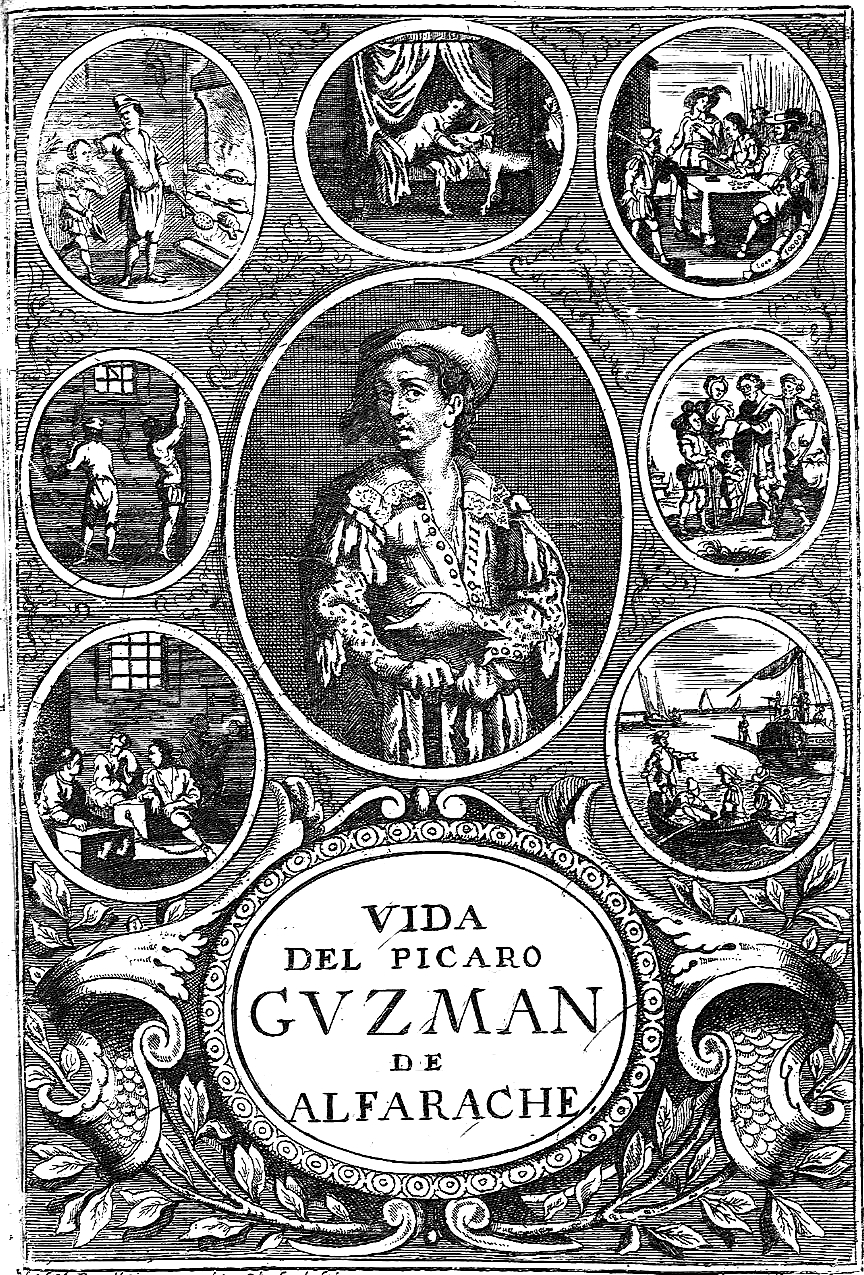
Portada de Guzmán de Alfarache (1599), novela picaresca de Mateo Alemán.

De la fábula milesia y la novela griega Vida de Esopo proviene un elemento satírico que ha sido una constante en la literatura universal. Aparece en el Satyricón de Petronio y sobre todo en El asno de oro de Apuleyo, así como en otras obras clásicas, pero también en la Edad Media a través de la literatura goliardesca, uno de cuyos representantes hispánicos es Juan Ruiz, arcipreste de Hita, y su Libro de buen amor; en las maqamat árabes configuradas como género a fines del siglo X por el persa Al Hamadani; en los fabliaux franceses; en la novela en verso Espill (Espejo, 1460), del valenciano Jaume Roig; en las aventuras folclóricas del astuto campesino medieval Till Eulenspiegel recopiladas por primera vez en 1515 en una antología alemana, probablemente basada en un original más antiguo de la Baja Sajonia; en algunas de las novelle de Giovanni Boccaccio y en el arcipreste de Talavera Alfonso Martínez de Toledo; en La Celestina de Fernando de Rojas y sobre todo sus continuaciones, entre las que destaca la de Feliciano de Silva; en las autobiografías y biografías de criminales estudiadas por Parker, en La lozana andaluza de Francisco Delicado, en El momo de León Battista Alberti, etcétera. Pero la trayectoria canónica del género en España es la siguiente:
- Anónimo, La vida de Lazarillo de Tormes y de sus fortunas y adversidades (1554).
- Mateo Alemán, Guzmán de Alfarache (1599 y 1604).
- Juan Martí, Segunda parte del Guzmán de Alfarache (1603), apócrifo.
- Francisco de Quevedo, La vida del Buscón (1604-1620), impreso en 1626.
- Gregorio González, El guitón Honofre (1604).
- Francisco López de Úbeda, Libro de entretenimiento de la pícara Justina (1605).
- Alonso Jerónimo de Salas Barbadillo, La hija de la Celestina (1612), La ingeniosa Elena (1614), refundición y ampliación de la anterior, El sagaz Estacio y El sutil cordobés Pedro de Urdemalas (1620).
- Vicente Espinel, Relaciones de la vida del escudero Marcos de Obregón (1618).
- Carlos García, La desordenada codicia de los bienes ajenos (1619).
- Juan de Luna, Segunda parte de la vida de Lazarillo de Tormes, sacada de las crónicas antiguas de Toledo (1620).
- Juan Cortés de Tolosa, Lazarillo de Manzanares, con otras cinco novelas (1620).
- Jerónimo de Alcalá, Alonso, mozo de muchos amos o El donado hablador (1624 y 1626).
- Alonso Castillo Solórzano, Harpías de Madrid y coches de las estafas (1631); La niña de los embustes, Teresa del Manzanares, natural de Madrid (1632); Aventuras del bachiller Trapaza, quintaesencia de embusteros y maestro de embelecadores (1637); La garduña de Sevilla y anzuelo de las bolsas (1642),
- Antonio Enríquez Gómez, Vida de don Gregorio Guadaña (1644).
- Atribuido a Gabriel de la Vega, La vida y hechos de Estebanillo González, hombre de buen humor, compuesto por él mismo (1646).
- Félix Machado de Silva y Castro, Tercera parte de Guzmán de Alfarache (1650)
- Francisco Santos, Periquillo el de las gallineras (1668).

Obras asimilables al género, pero que no comparten todas sus características, son Rinconete y Cortadillo de Miguel de Cervantes, El diablo Cojuelo de Luis Vélez de Guevara, El viaje entretenido (1603) de Agustín de Rojas Villandrando, La varia fortuna del soldado Píndaro (1626) de Gonzalo de Céspedes y Meneses, las novelas cortesanas con matices picarescos Las harpías de Madrid y coche de las estafas (1631), La niña de los embustes, Teresa de Manzanares, Aventuras del bachiller Trapaza y su continuación La garduña de Sevilla y anzuelo de las bolsas (1642) de Alonso de Castillo Solórzano, Los antojos de mejor vista de Rodrigo Fernández de Ribera, El castigo de la miseria de María de Zayas y Sotomayor; muy próximos al costumbrismo están Antonio Liñán y Verdugo con sus Avisos y guía de forasteros que vienen a la corte (1620) y El día de fiesta por la tarde de Juan de Zabaleta, que describen una serie de tipos sospechosos de la sociedad madrileña de la época; de sesgo más autobiográfico que picaresco es la Vida de Diego de Torres y Villarroel. La comedia histórica de José de Cañizares, El picarillo de España, señor de la Gran Canaria, tiene elementos picarescos también. A fines del siglo XVIII, Bernardo María de Calzada escribió una continuación de la famosa novela picaresca de Alain René Lesage, fingiéndose hijo del personaje principal: Genealogía de Gil Blas de Santillana. Continuacion de la vida de este famoso sugeto, por su hijo Don Alfonso Blas de Liria restituida a la lengua original en que se escribio por el teniente coronel D. Bernardo María de Calzada, Madrid: Imprenta Real, 1792, 2 vols. Una derivación hispanoamericana de la picaresca española es El Periquillo Sarmiento (1816), de José Joaquín Fernández de Lizardi, y El lazarillo de ciegos caminantes desde Buenos Aires hasta Lima (Gijón, 1773), narración de elementos picarescos compuesta por Concolorcorvo, pseudónimo de Alonso Carrió de la Vandera (1715-1783). Ya modernamente hay que mencionar el pastiche Nuevas andanzas y desventuras de Lázaro de Tormes (1944) de Camilo José Cela y sobre todo el Peralvillo de Omaña (1921) de David Rubio Calzada.

## Trayectoria en otras literaturas
La novela picaresca española influyó extraordinariamente en la narrativa europea de su tiempo; su principal aportación, fuera de un realismo que descubría más horizontes que la narrativa idealizada por el neoplatonismo del renacimiento, fue un personaje trascendental: el antihéroe, que observaba críticamente todos los estratos sociales. En un principio, se hicieron imitaciones como la Vida de Jack Wilton (1594) del inglés Thomas Nashe (1567–1601); L'Histoire comique de Francion (1623), de Charles Sorel; La novela cómica (1651–1657) del francés Paul Scarron; El español de Brabante (1617), del neerlandés Gerbrand Adriaensz Bredero (1585-1618) e Historia verdadera de Isaac Winkelfelder y Jobst von der Schneid, de Nikolaus Ulenhart (aparecido en el mismo volumen de la traducción al alemán del Lazarillo de Tormes en 1617). Después se crearon auténticas obras maestras originales: el Mirandor (1695) de Nikolaas Heinsius el Joven; Fortunas y adversidades de la famosa Moll Flanders (1722) de Daniel Defoe, o el Joseph Andrews (1742) y La historia de Tom Jones, un expósito (1749) de Henry Fielding. Otras obras importantes fueron Las aventuras de Roderick Random (1748) y Peregrine Pikle (1751), de Tobias George Smollett, todas obras de la literatura inglesa. Por otra parte, el elemento picaresco se funde con otros en varias novelas: con el erótico-pornográfico en Fanny Hill (1748) de John Cleland y con todo tipo de fórmulas experimentales en la famosa La vida y opiniones del caballero Tristram Shandy (1759–1767) de Laurence Sterne; y reaparece en novelas como La suerte de Barry Lyndon (1844) de William Makepeace Thackeray, Las aventuras de Huckleberry Finn de Mark Twain y en ciertos aspectos del Oliver Twist de Charles Dickens, ya en el siglo XIX.
En Alemania la obra maestra es, fuera del precedente autóctono de las leyendas en torno al pícaro Till Eulenspiegel, recopiladas por primera vez en 1515, El aventurero Simplicíssimus (1669), de Hans Jakob Christoph von Grimmelshausen, que compuso alguna otra obra más del género, la más lograda de las cuales es La pícara Coraje (1670), una novela picaresca "feminista". Por otra parte, Johann Beer se especializó en el género escribiendo dos novelas: Der Berühmte-Spital y Jucundus Jucundissimus, además de Der Simplicianische Welt-Kucker ("El simpliciano observador del mundo"), 4 vols. (1677–79) y Der Abenteuerliche Ritter Hopffen-Sach ("El venturoso caballero Hop-Sack"), 1678. Ya en el Romanticismo, Joseph von Eichendorff publicó Aus dem Leben eines Taugenichts ("De la vida de un tunante", 1826), y en el siglo XX Thomas Mann volverá al género con Confesiones del estafador Félix Krull. 
En Francia inició el género Charles Sorel con su La Vraye Histoire Comique de Francion (1622-41). Siguió el ya citado Roman Comique de Paul Scarron (1655-1657 y el Roman Bourgeois de Antoine Furetière (1666). Se llega a una obra maestra del género con Las aventuras de Gil Blas de Santillana (cuatro vols., 1715–1735), de Alain René Lesage. Este, por otra parte, se había decantado a favor de la narración picaresca "pura" al suprimir los "sermones" morales en una traducción que hizo del Guzmán de Alfarache de Mateo Alemán, declarándolo incluso en el título que le puso: Histoire de Guzman d'Alfarache de Mateo Alemán, nouvellement traduite et purgée de moralités superflues. El elemento picaresco, por otra parte, aparece imbricado con el filosófico-moral en el Cándido de Voltaire y con el satírico en su Los viajes de Scarmentado, ya en el siglo XVIII.
En Rusia la novela picaresca entra con la anónima Historia de Frol Skobeyev, cuyo argumento se desarrolla durante el reinado de Pedro I el Grande (1682–1725) y más tardíamente con Matvéi Komarov y su La historia auténtica y detallada de dos pícaros: el primero, ruso, ladrón de fama, salteador de caminos y antiguo sabueso moscovita Juanito Caín, y de todas sus buscas y capturas, y así como de su alocada boda, canciones muchas y divertidas y su retrato completo; y el otro, un pícaro francés llamado Cartouche y sus compinches (1779). Muy interesante es Mijaíl Dmítrievich Chulkov (1743-1792), quien ya utilizó elementos picarescos en su El burlón (1766) y compone una famosa novela en los cánones del género protagonizada por una pícara, La lozana cocinera o Las andanzas de una mujer perdida (1770), cuya segunda parte no se ha conservado. Una tradición más indirecta la representa Vasili Trofímovich Narezhny (1780-1825), que escribió El Gil Blas ruso o las aventuras del príncipe Gavrila Simónovich Chistiakov, toda una galería mordaz, desenfadada y pintoresca de personajes que le supuso serios problemas con la censura. El último cultivador del género fue Faddéi Venedíktovich Bulgarin (1789-1859) con dos exponentes famosos del género: Ivan Vyzhigin (1829) y Piotr Vyzhigin (1831), cuyo protagonisa es un pequeño burgués al que los avatares de la vida terminan convirtiendo en un pícaro redomado.
En el siglo XX hubo derivaciones de la novela picaresca de Grimmelhausen en el ya citado Thomas Mann, Bekenntnisse des Hochstaplers Felix Krull ("Confesiones del estafador Felix Krull"). Y el género continuó vivo en Las aventuras del buen soldado Svejk del checo Jaroslav Hasek, en Las aventuras de Chichíkov (1922) de Mijaíl Bulgákov, en Kvachi Kvachandiradze (1924) del escritor georgiano Mijail Javajishvili, y en Las doce sillas (1928) y su continuación El becerro de oro (1931) de Ilf y Petrov. La literatura en inglés contribuyó con Las buenas compañías (The Good Companions, 1929), de J. B. Priestley y Las aventuras de Augie March (1953) de Saul Bellow. Puede decirse además que existen elementos picarescos en muchas otras novelas y que algunos ejemplos de la llamada novela negra policíaca están muy cerca de ella y reactualizan sus tópicos con fuerza.

## La novela picaresca ante la crítica
La trayectoria crítica de la novela picaresca puede resumirse en cuatro grandes apartados:
- Referencialistas, que contemplan la novela picaresca esencialmente según su sentido y contenido histórico. Así los estudios de Chandler, que entendía la picaresca como el resultado de una paupérrima situación histórico-social; Ludwig Pfandl, que estableció una división en tres grandes grupos: con enfoque «idealista-satírico», como el Guzmán y el Buscón; con enfoque «realista-optimista», como la Pícara Justina, La hija de Celestina o el Estebanillo y, por último, con enfoque «novelesco-descriptivo» como el Segundo Guzmán, el Marcos, la Desordenada Codicia o el Alonso, aunque cometió el gran error de dejar fuera de su clasificación al Lazarillo. Miguel Herrero García se dedicó al estudio del ascetismo como factor definitorio del género, a pesar de que no era un rasgo típico de la picaresca, sino que más bien, se trataba de una característica muy presente en todo el Siglo de Oro; Ángel Valbuena Prat presenta una perspectiva omnicomprensiva e incluye, por tanto, cualquier título que roce el tema picaresco y presta especial atención a la enseñanza ética que subyace en el Lazarillo, el Guzmán y la Pícara Justina, entre otros.
- Temáticos, centrados en conceptos como la «delincuencia», la «honra», el «antihonor», como los de Alexander Parker que consideró el tema de la delincuencia y el de la biografía criminal como motor de la novela picaresca y, aplicando este criterio a las distintas obras, decidió cuáles eran picarescas y cuáles no: el Lazarillo no sería picaresca, mientras que el prototipo vendría definido por el Guzmán, el Buscón alcanzaría el cenit y el Estebanillo el nadir. Pero esta visión peca de exclusivismo temático y demasiada atención al Guzmán. Con Marcel Bataillon ocurre algo parecido, pues se centra en el concepto de honra y deja fuera al Lazarillo, a la Pícara y al Marcos. Maurice Molho se detiene en el honor y entiende al pícaro como la encarnación del antihonor, que a diferencia de otros críticos, solo encuentra en el Lazarillo, el Guzmán y el Buscón. Enrique Tierno Galván entendía la picaresca como expresión de la lucha de clases y por tanto, solo el Lazarillo, el Guzmán, la Pícara, el Buscón y el Estebanillo serían propiamente picarescas.
- Unificadores, que conjugan rasgos formales y contenido. Samuel Gili Gaya, por ejemplo, asocia rasgos formales y de contenido que ya encuentra presentes en el fundador del género, el Lazarillo. Alberto del Monte, por su parte, concibe el género de forma abierta y dinámica al distinguir entre género picaresco y gusto picaresco y reconoce tres fases cronológicas: el «nacimiento» con el Lazarillo, la «apoteosis» con el Guzmán y la «agonía» con el Buscón, dejando fuera títulos como la Pícara Justina, el Marcos o el Estebanillo.
- Formalistas en busca de los rasgos morfológicos e internamente organizativos del género. Fernando Lázaro Carreter es el mayor representante de esta tendencia y critica a sus antecesores, en primer lugar, por la excesiva atención a los contenidos contra la percepción del diseño estructural, en segundo por considerar al género como un todo en lugar de como un organismo dinámico y, por último, por elegir a una cualquiera de las obras como un modelo puro que estatuya el género. Él plantea la picaresca como una poética común expuesta a través de modificaciones, repeticiones, supresiones o combinaciones en la que la cabeza visible es el Lazarillo y será el Guzmán el verdadero constituyente del género. Y establece además unos rasgos de poética que serán aceptados por la inmensa mayoría de los estudiosos:

- a) utilización del «yo autobiográfico» para referir las peripecias, en sucesión jerárquica, de un ser perteneciente a la más ínfima extracción social.
- b) vertebración de la autobiografía en el «servicio a varios amos»
- c) justificación retrospectiva de toda la narración, desde el «caso» final.
- d) comienzo «ab origine», con la subsiguiente temporalidad (nacimiento-madurez) que el hecho implica.
- e) «genealogía vil» con sus secuelas sociales «fundamental motivo biográfico de los padres viles –con la correlativa transgresión del cuarto mandamiento–, recibió la bellaquería anejada con la sangre».
- f) «punto de vista único», es decir, presentación de una visión de la realidad unilateral, casi siempre marcada negativamente.
- g) carácter «picaresco» del protagonista; apicarado por la confluencia de: linaje vil, malas compañías y mundo hostil.
- h) alternancia de «fortunas y adversidades».

En esta perspectiva se incluye su discípulo Francisco Rico, que desarrolla en particular el punto de vista como forma de organización del contenido de cada espécimen picaresco.